# Star Trek: Legacy
Star Trek: Legacy é um jogo de combate espacial de táticas em tempo real de 2006 para Microsoft Windows e Xbox 360 desenvolvido pela Mad Doc Software e publicado pela Bethesda Softworks em associação com a CBS Paramount Television e a CBS Consumer Products. Originalmente programado para ser lançado no outono de 2006 para coincidir com o 40º aniversário de Star Trek, a versão para Windows não foi lançada na América do Norte até 5 de dezembro de 2006, e a versão para Xbox 360 até 15 de dezembro. Na Europa, tanto a versão para PC quanto a versão para Xbox 360 foram lançadas em 22 de dezembro de 2006.
No jogo, os jogadores controlam uma frota de várias naves estelares da Federação (até quatro) por três eras diferentes de Star Trek em combate contra várias raças. O jogo representa a primeira vez que os cinco atores que retrataram cada um dos capitães nas cinco apresentações individuais de Star Trek até então, William Shatner, Patrick Stewart, Avery Brooks, Kate Mulgrew e Scott Bakula participaram do mesmo projeto. A versão para Windows do jogo recebeu críticas principalmente negativas, enquanto a versão para Xbox 360 se saiu um pouco melhor com os críticos.

## Jogabilidade
Os jogadores controlam um esquadrão de uma a quatro naves estelares modeladas em 3D e se envolvem em batalhas contra outras naves estelares. O movimento da nave estelar é controlado com inclinação, guinada e propulsão para frente (bem como uma capacidade de "dobra" em linha reta para movimento rápido em um mapa). O movimento ocorre em um ambiente totalmente 3D em forma de "caixa de pizza". O jogador opera uma única nave estelar por vez, controlando o fogo das armas, o movimento e os reparos, e pode alternar entre cada uma das naves estelares em seu esquadrão. Os jogadores também têm a capacidade de mudar de uma exibição 3D para uma exibição tática 2D de cima para baixo, onde podem emitir comandos específicos para naves dentro de uma força-tarefa; por exemplo, o jogador pode ordenar que uma nave se desloque para um ponto específico no mapa.

Jogabilidade em Star Trek: Legacy: a USS Voyager da classe Intrepid está se envolvendo em uma Borg Cube

O ponto de vista é controlado de várias maneiras, com jogadores capazes de "travar" em um oponente para garantir que o oponente esteja sempre centralizado na tela, olhar para frente ou girar a câmera ao redor da nave selecionada. As naves são classificadas de acordo com a força das armas e a manobrabilidade, e recebem um número definido de pontos que corresponde aproximadamente à força da nave. O jogador ganha "pontos de comando" durante cada missão e pode selecionar novas naves para adicionar ao seu esquadrão gastando esses pontos entre as missões.
Além da campanha linear, há um modo skirmish personalizável. Os jogadores selecionam o mapa no qual jogar, o número de naves por esquadrão, o número de pontos de comando permitidos, a raça e a lealdade de cada jogador de IA e a composição de seu próprio esquadrão. No modo skirmish, os jogadores não estão limitados a controlar naves da Frota Estelar como na campanha; eles podem controlar as naves das diferentes raças enfrentadas na campanha, incluindo os Borg, os Klingons e os Romulanos. Um modo de jogo incluído em versões posteriores do jogo é o modo "coop wave", no qual um jogador (com até 6 outros "esquadrões/frotas") protege uma estação de ataques de frotas inimigas cada vez mais difíceis de derrotar, aumentando em ondas graduais. A Bethesda também lançou uma ferramenta de edição de missão que permite aos usuários personalizar livremente as missões.
A versão para PC do jogo tem várias ferramentas de modificação. Um desses mods é o "Ultimate Universe Mod", que permite aos jogadores utilizar uma armada em massa (com naves de ambos os lados escolhidas de uma lista de mais de 450 naves estelares de todas as raças) ou batalhar com naves pré-determinadas de ambos os lados. O Ultimate Universe adiciona um novo modo chamado "Historical Battles", no qual os jogadores podem lutar batalhas famosas da série Star Trek, de vários pontos de vista.

## Enredo
A campanha de um jogador abrange as três eras de Star Trek: Enterprise (ENT), A série original (TOS) e The Next Generation (TNG). A era Original Series também inclui elementos dos filmes Original Series. A era Next Generation inclui elementos de Deep Space Nine (DS9), Voyager (VOY) e os filmes Next Generation. Em cada era, o jogador utiliza uma frota de naves da Federação daquela era para combater os Romulanos (ENT), Klingons (TOS) e Borg (TNG).
As eras cobertas em um jogador, com os capitães e naves principais correspondentes, são:
- Jonathan Archer (Enterprise (NX-01) - ENT)
- James T. Kirk
  - (USS Enterprise - TOS, The Motion Picture, The Wrath of Khan and The Search for Spock)
  - (USS Enterprise-A - The Voyage Home, The Final Frontier and The Undiscovered Country)
- Jean-Luc Picard
  - (USS Stargazer - TNG)
  - (USS Enterprise-D - TNG and Generations)
  - (USS Enterprise-E - First Contact, Insurrection and Nemesis)
- Benjamin Sisko (USS Defiant - DS9)
- Kathryn Janeway (USS Voyager - VOY)

### EraEnterprise
A história começa em 2159, aproximadamente quatro anos após os eventos de "Demons" e "Terra Prime" e dois anos antes da desativação da Enterprise (NX-01) em 2161. (see "These Are the Voyages...") como Capitão Jonathan Archer (dublado por Scott Bakula) é enviada para procurar uma nave científica vulcana desaparecida em um sistema estelar próximo. A Enterprise chega, mas é imediatamente atacada por romulanos. Depois de lutar contra os romulanos, a Enterprise encontra a nave vulcana sob ataque de outro grupo de romulanos. Depois de salvar a nave, a Seleya, sua capitã, a Comandante T'Uerell (Bari Biern), pede à Enterprise para acompanhá-la até sua estação de pesquisa, Gravenor, que, ela teme, também pode estar sob ataque. Ao chegar à estação, os medos de T'Uerell são provados corretos, pois os romulanos estão atacando a estação. T'Uerell atraca para evacuar seu pessoal enquanto a Enterprise segura os romulanos que chegam. No entanto, T'Uerell interrompe o contato de rádio e desembarca da estação segundos antes da Gravenor explodir, com uma tripulação completa ainda a bordo. Enquanto T'Uerell parte, ela agradece a Archer por defendê-la enquanto ela recuperava sua protomatéria da estação. Ela foge, e a Enterprise gravemente danificada é forçada a retornar à Terra
Algum tempo depois, a Enterprise recebe ordens para escoltar três naves médicas através de um sistema onde uma epidemia viral estourou. Várias vezes os romulanos atacam, mas todas as vezes são repelidos. As naves médicas conseguem entregar o antídoto, e a epidemia é curada. No entanto, é confirmado que o vírus foi criado artificialmente e liberado no ecossistema dos planetas de propósito. A Enterprise é enviada para descobrir de onde o vírus veio. Depois de identificar o design de uma nave vista navegando pelo sistema pouco antes do surto, a Enterprise prossegue para um planeta próximo. Ao chegar, no entanto, eles descobrem que o vírus foi liberado no planeta, e toda a vida foi exterminada. Eles vasculham o sistema, encontrando várias naves coletando o vírus de gigantes gasosos e várias estações de coleta orbitando planetas próximos em preparação para liberar o vírus na atmosfera. Eles destroem as estações, mas uma nave de coleta consegue escapar com uma amostra do vírus.
A Enterprise então descobre que os romulanos estão montando um ataque em larga escala perto da Terra, e eles chegam bem a tempo de impedir a destruição de uma base estelar. Eles descobrem que a nave com o vírus teve seu conteúdo distribuído para três naves menores, e essas três naves agora estão sendo escoltadas em direção à Terra pela frota romulana. Usando instalações de mineração próximas, que ainda usam fusão nuclear, a Enterprise consegue desabilitar os motores das três naves, que a base estelar subsequentemente destrói. Com isso, as naves romulanas restantes se desvencilharam e a Terra foi salva.

### EraSérie Original
O jogo então corta para 2270, a era da USS Enterprise (NCC-1701) classe Constitution original sob o comando de James T. Kirk. (William Shatner). É o auge de uma guerra com o Império Klingon, e a Inteligência da Frota Estelar descobriu o desenvolvimento de uma plataforma avançada de armas Klingon. Kirk é encarregado de roubar uma Ave de Rapina Klingon experimental que foi equipada com um protótipo de dispositivo de camuflagem. Após fazer isso com sucesso, Kirk pilota a nave até a plataforma de armas. Enquanto está camuflado, Kirk vê a Seleya em uma instalação de mineração e ouve uma conversa que revela que T'Uerell projetou a plataforma de armas em troca de depósitos minerais. Com essas informações em mãos, Kirk recomenda que a Frota Estelar conduza um ataque imediato à plataforma. Kirk é designado para uma força-tarefa e destrói a plataforma de armas, onde ele novamente encontra T'Uerell, que sai do sistema.
Vinte anos depois, T'Uerell aparece em uma estação de pesquisa secreta da Federação. Agora no comando da nova USS Enterprise (NCC-1701-A) classe Constitution, o Almirante Kirk evita se aposentar para lidar com o assunto. Kirk consegue retomar o controle da estação após uma escaramuça com algumas naves Klingon. Ao teletransportar uma equipe visitante a bordo, eles relatam a presença de misteriosos implantes cibernéticos no que costumavam ser os Klingons a bordo da estação. Kirk confronta T'Uerell, que foge novamente, deixando para trás uma grande esfera Borg e três orbes misteriosos. Ao destruir as três esferas menores, Kirk consegue destruir a esfera principal. No entanto, após a destruição da esfera, uma explosão massiva destrói o subespaço por um raio de três anos-luz. Enquanto ele contempla seu fracasso em capturar T'Uerell, Kirk afirma: "Espero que a próxima geração se saia melhor."

### EraNext Generation
O jogo então corta para 2333 enquanto a USS Stargazer monitora várias naves romulanas envolvidas em combate com T'Uerell em um sistema estelar próximo. Os romulanos são destruídos quando T'Uerell usa uma super arma em um planeta no sistema, liquefazendo-o instantaneamente em rocha derretida e desestabilizando seu núcleo. A onda de choque da arma danifica a Stargazer, ferindo fatalmente o Capitão Ruhalter (David Bryan Jackson) e avançando o jovem Jean-Luc Picard (Patrick Stewart) O jogo então corta para 2333 enquanto a USS Stargazer monitora várias naves romulanas envolvidas em combate com T'Uerell em um sistema estelar próximo. Os romulanos são destruídos quando T'Uerell usa uma super arma em um planeta no sistema, liquefazendo-o instantaneamente em rocha derretida e desestabilizando seu núcleo. A onda de choque da arma danifica a Stargazer, ferindo fatalmente o Capitão Ruhalter (David Bryan Jackson) e avançando o jovem Jean-Luc Picard
O jogo então avança para 2368 com o Comandante Benjamin Sisko (Avery Brooks), tendo sido recentemente designado para o comando da USS Defiant experimental, leva sua nave para o sistema Itari para testá-la. No caminho, ele encontra um fenômeno misterioso que impede a dobra, junto com vários Warbirds Romulanos. Eles pretendem prender um fugitivo perigoso supostamente responsável pelas mortes de muitos Romulanos. Sisko confronta os Romulanos sobre sua presença ilegal no espaço da Federação e é feito prisioneiro. O capitão Jean-Luc Picard, agora no comando da USS Enterprise (NCC-1701-D) da classe Galaxy, é enviado ao sistema para localizar e recuperar a Defiant e sua tripulação. Após descobrir a presença de inibidores de dobra no sistema, a Enterprise os destrói e a equipe de Picard ataca uma base estelar Romulana na área, salvando a Defiant.
O jogo então avança para 2380, após o fim da Guerra do Domínio (veja "O Que Você Deixa para Trás"), o retorno da USS Voyager do Quadrante Delta (veja "Fim de Jogo") e o colapso do Império Romulano (veja Star Trek: Nemesis). O Capitão Picard e a USS Enterprise (NCC-1701-E) classe Soberana, junto com a Almirante Janeway (Kate Mulgrew) a bordo da USS Voyager, estão envolvidos em discussões com T'Uerell, que é escoltada por várias naves Borg poderosas. Ela revela que assumiu o papel de Rainha Borg, tendo reformado o Coletivo em uma ferramenta de lógica total em busca de seus objetivos de eliminar tudo o que é ilógico na galáxia. Quando a Frota Estelar se recusa a se render, T'Uerell faz os Borg começarem a assimilar civis em planetas próximos. No entanto, Picard e Janeway são capazes de coordenar uma evacuação em massa do sistema.
Enquanto isso, várias frotas Romulanas e Klingons atraem as forças de T'Uerell e as atraem para a estação espacial Deep Space 9, mais defensável. As frotas combinadas da Federação, Klingons e Romulanas, auxiliadas pela Deep Space 9, então confrontam T'Uerell e suas forças Borg. No entanto, T'Uerell foge momentos antes que sua nave possa ser destruída. Em outro sistema, T'Uerell aproveita a energia de íons poláricos de uma nebulosa para fornecer um impulso massivo aos seus escudos. Ela então abre um conduíte transwarp do Quadrante Delta para trazer reforços Borg. Com a batalha acontecendo, Picard elabora um plano para interromper o conduíte rebocando duas plataformas de sensores modificadas para emitir um pulso de magneton para posições acima e abaixo da nave de T'Uerell. Este pulso desestabiliza a sequência de energia de íons poláricos, desabilitando a capacidade de T'Uerell de aproveitar sua energia para seus escudos e o conduíte.  Com o canal de transdobra fechado e seus escudos enfraquecidos, T'Uerell é finalmente derrotada pelas frotas combinadas da Federação, Klingons e Romulanos.

## Desenvolvimento
O desenvolvimento do jogo começou em 2002.

## Recepção
O jogo recebeu críticas mistas a negativas. A versão para PC tem uma pontuação agregada de 57,14% no GameRankings, com base em vinte e duas avaliações, e 56 de 100 no Metacritic, com base em vinte e cinco avaliações. A versão para Xbox 360 teve avaliações um pouco melhores e tem uma pontuação de 65,20% no GameRankings, com base em quarenta e duas avaliações,e 64 de 100 no Metacritic, com base em quarenta e uma avaliações.
Em 2016, Den of Geek classificou Star Trek: Legacy como um dos cinco piores jogos de Star Trek. Em 2020, Screen Rant classificou Legacy como o décimo melhor jogo de Star Trek.

### Windows
A resposta crítica à versão para Windows do jogo foi principalmente negativa, com muitos analistas insatisfeitos com o sistema de controle, apenas uma configuração de câmera que não permite aumentar ou diminuir o zoom, a incapacidade de salvar mais de uma campanha por vez, a incapacidade de salvar dentro de uma missão, um modo multijogador lento e cheio de bugs, a incapacidade de definir a composição exata das frotas de IA no modo de escaramuça, um universo 3D sem eixo z, a incapacidade de alterar o esquema de controle e aliados de IA que não atribuem reparos automaticamente.
Embora os gráficos tenham sido apontados como um grande ponto de venda pela Bethesda, falhas incluíam o cursor desaparecendo em intervalos aleatórios durante tentativas de realocar energia e iniciar reparos, imagens de sombras instáveis e erros de modelo de danos. Os revisores também sentiram que havia problemas de câmera e criticaram o fato de que o jogador não pode escolher capitães. Esse recurso foi anunciado na página inicial do jogo até uma semana antes do lançamento, que alegava que "Vitórias ganham Pontos de Comando, que são usados para personalizar sua frota, navios e capitães." Os capitães são atribuídos aleatoriamente, assim como os nomes dos navios no modo sem campanha.
Os críticos acharam os problemas de controle especialmente irritantes, pois houve uma grande propaganda dos desenvolvedores dizendo que "Star Trek Legacy seria um jogo épico com controles fáceis de usar." Quase todas as análises criticaram os controles; Steve Butts, do IGN, os chamou de "o primeiro e mais frequente agravamento," Allen Rausch, da GameSpy, referiu-se a eles como "simplesmente atrozes", enquanto Uros Pavlovic, da Action Trip, disse que "um dos aspectos mais irritantes da versão para PC de Star Trek Legacy [é que] ela sofre muito com controles que não respondem e não são intuitivos." Jason Ocampo, da GameSpot, observou que "o que vai fazer você bater a cabeça de frustração são os controles, que são um pesadelo para aprender."
Como o ambiente simulado tem o formato de uma "caixa de pizza" 3D, o jogo cria a ilusão de que os navios "param" quando sobem muito alto. As naves também não podem atravessar a borda de um mapa. Os críticos reclamaram da incapacidade das naves de colidir com objetos do jogo. Ocampo, da GameSpot, se referiu à "física de carrinho de choque" do jogo, dizendo que "se uma nave estelar colidir com qualquer coisa, como outra nave, um asteroide ou até mesmo um planeta ridiculamente fora de escala, ela apenas esfrega nele e então segue em frente." Butts, do IGN, observou que "objetos que colidem simplesmente se repelem, às vezes enviando um ao outro em direções oblíquas, às vezes pilotando automaticamente para uma nova direção e às vezes simplesmente se deformando para uma nova direção completamente". Na verdade, embora o site da Bethesda afirme que Legacy apresenta “nebulosas, buracos de minhoca, planetas e estrelas totalmente realizados," os críticos reclamaram que os "planetas do tamanho de uma pinta" são quase do mesmo tamanho que as naves. Pavlovic, da Action Trip, disse que "outro fato mistificador sobre Star Trek Legacy [...] é a dolorosa falta de detecção de colisão mais sólida. Ver a Enterprise ricochetear em um planeta próximo como se fosse feita de borracha [...] acabou com o ambiente."
Jason Ocampo da GameSpot deu ao jogo 5,8 de 10, escrevendo "Este jogo de combate de naves estelares simplesmente não consegue superar controles ruins, designs de missão frustrantes e uma confusão de bugs." Ele chamou o modo multijogador de "uma confusão. Tentar entrar em um servidor é um exercício de frustração, pois a conexão é quase impossível e mesmo tentar muitas vezes resulta no travamento do jogo." Ele também criticou os gráficos e a IA, concluindo que "Legacy poderia ter sido um bom jogo se não tivesse sido tão apressado em um estado tão inacabado. O combate pode ser muito legal às vezes, mas o jogo faz todo o possível para minar qualquer boa vontade que ele gere."
Steve Butts, da IGN, deu nota 5,9 de 10. Ele foi altamente crítico em relação aos controles, à ausência de qualquer tipo de colisão forte, à IA, aos gráficos e ao que ele percebeu como imprecisões no manual de instruções. Ele concluiu que "A versão para PC de Star Trek: Legacy está entre os jogos mais decepcionantes do ano. Deixando de lado quaisquer expectativas que você possa ter em relação à licença de Star Trek ou quaisquer associações anteriores com jogos como Starfleet Command, Klingon Academy ou Bridge Commander, Star Trek: Legacy simplesmente não pode se sustentar sozinho como uma experiência divertida ou satisfatória. O esquema de controle ruim e a IA não confiável combinam-se com missões excessivamente longas e a ausência de um sistema de salvamento para tornar o jogo um longo exercício de frustração."
Greg Damiano, da Game Revolution, deu nota C, escrevendo "O maior jogo Trek do ano da Bethseda é uma ótima apresentação, mas a experiência para muito mal, pois as luzes e sons sofisticados acabam com missões e roteiros fracos". Ele elogiou os gráficos e a dublagem, mas criticou a história, a ausência de qualquer elemento tático na jogabilidade, a natureza repetitiva das tarefas dentro de cada missão e o número de bugs na versão de lançamento inicial, concluindo "Legacy parece ótimo e soa ótimo, tem alguns bons ganchos e uma história sólida para contar, mas falha na maioria dos níveis em ser uma experiência envolvente."
Allen Rausch, da GameSpy, deu nota 2 de 5. Ele elogiou alguns elementos gráficos e partes do enredo, mas criticou as edições no enredo; "Missões que foram cortadas antes do lançamento acabaram descaracterizando a história, resultando em saltos estranhos na narrativa, reviravoltas na trama que surgem do nada, uma estranha falta de motivação para algumas das ações que acontecem e uma sensação geral insatisfatória na campanha single-player." Ele também criticou a jogabilidade principal e a natureza repetitiva das missões. Ele concluiu: "Star Trek: Legacy cheira a oportunidades perdidas e recursos cortados para cumprir uma data de lançamento. Em qualquer jogo comum, isso já seria triste o suficiente. Fazer isso com Star Trek: Legacy é quase criminoso. Este deveria ser o jogo do 40º aniversário, aquele que os fãs estavam esperando por todos os anos de lixo como Star Trek: Shattered Universe. Bem, mantenha essas frequências de saudação abertas.  Aquele grande jogo Trek tem que estar lá fora, e Star Trek: Legacy certamente não é."

### Xbox 360
As respostas à versão do Xbox 360 foram ligeiramente mais positivas do que à versão para PC. Os críticos sentiram que a versão do 360 não continha algumas das dificuldades de controle percebidas da versão para PC, que resultaram do mapeamento do controle do Xbox em um teclado. Também estavam ausentes os problemas com a compatibilidade do jogo encontrados por alguns usuários da versão para PC..
Jason Ocampo, da GameSpot, deu ao jogo 7,2 de 10, escrevendo "Star Trek: Legacy para o Xbox 360 captura a grandeza e a sensação das batalhas épicas de naves estelares na famosa série de televisão." Comparando diretamente a versão para PC com a versão para Xbox, ele escreveu "A versão para Xbox 360 é semelhante em muitos aspectos à versão para PC, mas a grande diferença é que, enquanto a versão para PC é infestada de bugs e recursos quebrados, a versão para Xbox 360 funciona bem. E o esquema de controle que era estranho com o teclado e o mouse do PC é natural quando usado com o controle do Xbox 360. O resultado é um bom jogo de combate de naves estelares que se sente em casa no Xbox 360." Game Informer deu 7,75 de 10, dizendo que Legacy é "uma ótima direção para levar a franquia de jogos Star Trek."
A Official Xbox Magazine (EUA) deu ao jogo 8 de 10, chamando-o de "o melhor combate espacial em eras". Mark Smith, da Game Chronicles, deu 9,1 de 10, escrevendo "a interface de comando é incrivelmente intuitiva, o que me surpreendeu totalmente. Eu esperava uma estrutura de comando extremamente complicada (como em O Senhor dos Anéis), mas leva apenas uma missão (o tutorial) para pegar."
No entanto, nem todos os críticos da versão para Xbox ficaram impressionados. John Davison, da 1UP.com, classificou o jogo como C+ e criticou duramente os gráficos, a IA e o modo multijogador online. Ele escreveu que "Não oferecendo nem as emoções viscerais necessárias para torná-lo um jogo de tiro de nave estelar adequado, nem as habilidades táticas mais cerebrais necessárias para empurrá-lo para o território do Homeworld, Legacy é deixado desesperadamente agarrado à única coisa que oferece em abundância: serviço de fanboy." Steve Butts, da IGN, deu ao jogo uma nota 7 de 10. Ele sentiu que os controles funcionaram muito melhor na versão para Xbox do que na versão para PC, e elogiou a alteração na forma como os objetos interagiam uns com os outros; "Não há colisões no jogo. Quer você esteja dirigindo em direção a planetas minúsculos ou estações espaciais inimigas, há uma barreira invisível que impede que vocês batam uns nos outros. Onde a versão para PC às vezes teletransportava você para novos rumos, a versão para 360 lida com as coisas um pouco mais graciosamente. Aqui, quando você dirige em direção a um objeto, o jogo simplesmente muda sua direção para longe dele." No entanto, ele ainda criticou a mecânica de jogo, a IA, os gráficos e o enredo.  Ele concluiu que "A versão Xbox 360 de Star Trek: Legacy conseguiu apagar um pouco (mas não muito) da decepção da versão para PC [...] Os controles do console são muito melhores, o que torna Legacy uma proposta melhor no 360. Ainda assim, as missões excessivamente longas e a falta de pontos de salvamento tornam difícil realmente abraçar o jogo."
Gerald Villoria, da GameSpy, deu ao jogo 2,5 de 5. Ele elogiou os gráficos, a dublagem e o enredo, mas sentiu que o jogo em geral foi decepcionante; "O jogo simplesmente não satisfaz aqueles que procuram uma experiência de jogo verdadeiramente envolvente, ficando aquém de trazer a visão e a sensação de Star Trek para o meio interativo." Ele criticou fortemente a mecânica de combate e argumentou que o jogo parecia incompleto; "Havia um grande potencial com Star Trek: Legacy, e a base foi lançada para um jogo verdadeiramente estelar. Mas o resultado final parece apressado e esse potencial ainda permanece inexplorado."
Dan Whithead, da Eurogamer, foi ainda mais crítico, dando ao jogo uma nota 4 de 10, e escrevendo "o combate assume a forma de longas e prolongadas batalhas aéreas entre enormes naves espaciais que são lamentavelmente mal equipadas para tais manobras". Ele também criticou fortemente os controles, a IA e os gráficos, e concluiu que "A menos que você já tenha um apego emocional ao universo de Star Trek, e sinta um pequeno arrepio atrevido lá embaixo com a perspectiva de fingir ser Kirk, não há razão alguma para aturar os controles sem resposta, a jogabilidade superficial e a incapacidade absolutamente irritante de salvar durante uma missão de uma hora. Com o apelo do jogo assim reduzido para aqueles fãs fiéis ainda dispostos a sofrer em nome da lealdade à marca, ele continua sendo um jogo impossível de recomendar sem sérias ressalvas."

## Ligações Externas
- Website oficial da Mac Dos Software no Wayback Machine (arquivado em 2010-09-04)